# Kraaseli
Kraaseli este o arie protejată (arie specială de conservare — SAC, sit de importanță comunitară — SCI) din Suedia întinsă pe o suprafață de 29,4 ha, integral pe uscat.

## Localizare
Centrul sitului Kraaseli este situat la coordonatele 65°47′33″N 24°06′25″E / 65.7926°N 24.1069°E.

## Înființare
Situl Kraaseli a fost declarat sit de importanță comunitară în iunie 2001 pentru a proteja 2 specii de plante. Situl a fost protejat și ca arie specială de conservare în martie 2011.

## Biodiversitate
Situată în ecoregiunile boreală și marină baltică, aria protejată conține 4 habitate naturale: Insulițe și insule mici din Baltica boreală, Pășuni de coastă din Baltica boreală, Terase mlăștinoase și terase nisipoase neacoperite de apă la reflux, Păduri naturale în etape succesive primare ale suprafețelor emergente de coastă.
La baza desemnării sitului se află mai multe specii protejate de  plante (2): Arctophila fulva, Persicaria foliosa.